# Nectandra longifolia
Nectandra longifolia (Ruiz & Pav.) Nees – gatunek rośliny z rodziny wawrzynowatych (Lauraceae Juss.). Występuje naturalnie w Peru i Brazylii (w stanach Acre i Rondônia. 

## Morfologia
PokrójZimozielone drzewo lub krzew.
LiścieMają eliptycznie lancetowaty kształt. Mierzą 20 cm długości oraz 6–9,5 szerokości. Są skórzaste. Nasada liścia jest prawie ostrokątna. Liść na brzegu jest całobrzegi. Wierzchołek jest spiczasty. Ogonek liściowy jest owłosiony i dorasta do 35 mm długości.